# Kisazar
Kisazar (szlovákul Malé Ozorovce) község Szlovákiában, a Kassai kerület Tőketerebesi járásában.

## Fekvése
Gálszécstől 3 km-re, délnyugatra fekszik.

## Története
1324-ben az egri káptalan összeírásában említik először, melyben a Nagyazart határoló falvak között szerepel. 1332-ben a pápai tizedjegyzék is megemlíti. 1342-ben „Kysazar” alakban említik. Nemesi birtok volt, több nemesi családnak is volt itt birtoka. 1600-ban a császári katonaság felégette. 1715-ben 19 lakatlan és 6 lakott háza létezett. 1787-ben 76 házát 544-en lakták.
A 18. század végén Vályi András így ír róla: „AZAR. Kis Azár. Elegyes lakosú falu Zemplén Vármegyében, birtokosa Temasich Uraság, lakosai katolikusok, és reformátusok, fekszik az előbbeninek szomszédságában, határjának tulajdonságai is ollyanok lévén, mint az előbbeni falunak, ez is első Osztálybéli.”
1828-ban 94 házában 692 lakos élt, akik főként mezőgazdasággal, favágással, fuvarozással foglalkoztak. 1831-ben lakói részt vettek a koleralázadásban.
Fényes Elek 1851-ben kiadott geográfiai szótárában így ír a faluról: „Kis-Azar, orosz-tót-magyar falu, Zemplén vmgyében, Gálszécshez délre 1/2 mfdnyire: 181 r., 402 g. kath., 83 ref., 34 zsidó lak., kath. és ref. templommal, 985 hold szántófölddel. Az itt készitett agyagpipák elég ismeretesek. F. u. többen. Ut. p. Vecse.”
Borovszky Samu monográfiasorozatának Zemplén vármegyét tárgyaló része szerint: „Kisazar, tót kisközség 103 házzal és 539 lakossal, kiknek nagyobb része gör. kath. vallású. Postája, távírója és vasuti állomása Gálszécs. 1413-ban találjuk első írott nyomát, a mikor Peléthi Miklós és János az urai, de egy évvel később már az Azary család is felbukkan. Ettől kezdve, majd egy évszázadon át az Azary, vagyis, az akkori oklevelek szerint: a Kisazary és a Nagyazary családok az urai. 1591-ben Károlyi Jánost iktatják egy rész birtokába, míg az 1598-iki összeírás Azary Istvánt, Miklóst és Pétert, Azary Mártonnét, Morvai Jánost, Ujlaky Gergelyt és Pelejtey Gáspárt említi birtokosaiul, mely utóbbi egynek látszik az ez időtájt szereplő Gáspár deákkal. Ugyanakkor Zobos Andrást iktatják itt egy kúriába. 1774-ben Szemere László, Tomsics Ferencz, Forgách János, Máriássy Sándor, Soóky László, Őszy István, Kovács József, majd később a Mocsáry, Szinnyey, Szenczy, Rácsay, Brigand, Medeváry, Szalay, Pilissy, Horváth, Pálóczy, Püspöky, Ocskay, Versikovszky, Pekáry, Bekes, Tomasics, Dienes és Zámbory családok az urai, míg most csak Szemere Lajosnak van itt nagyobb birtoka. Van a községben két régi kúria, melyek közül az egyiket Pálóczi Horváth László építtette, a másikat meg Szemere István. Az első most Dienes Istváné, az utóbbi pedig Szemere Lajosé. Scholtz császári vezér 1600-ban a községet porrá égette, 1663-ban pedig a pestis pusztította lakosait. A falubeli két templom közül a róm. katholikus 1600-ban, az ev. református 1803-ban épült. A katholikus templom előtt egy fából készült, érdekes harangláb emelkedik, mely 1619-ből való s ma is egészen jókarban van. A ref. egyház 1639-ből való szentedényt őriz. Kisazar határában feküdt hajdan Razimó község, mely 1525-ben már pusztaként van említve. Egyébként Kisazar sorsában osztozott, s birtokosai is ugyanazok voltak, csak 1429-ben Lészi Márton és 1506-ban Móré István azok, a kik Kisazar birtokosai között nem fordulnak elő.”
1880 és 1910 között sok lakója kivándorolt a tengerentúlra. A trianoni diktátumig Zemplén vármegye Gálszécsi járásához tartozott.
A II. világháború alatt, 1944. november 26-án felégették a németek, de a felszabadulás után újjáépült.

## Népessége
| Év:            | 1994. | 2004.   | 2014.   | 2024.   |
| -------------- | ----- | ------- | ------- | ------- |
| Emberek száma: | 563   | 566     | 533     | 519     |
| Eltérés:       |       | +0,53 % | -5,83 % | -2,62 % |

| Év:            | 2023. | 2024.   |
| -------------- | ----- | ------- |
| Emberek száma: | 521   | 519     |
| Eltérés:       |       | -0,38 % |

1910-ben 913, túlnyomórészt szlovák anyanyelvű lakosa volt.
2001-ben 563 lakosából 560 fő szlovák volt.
2011-ben 520 lakosából 495 szlovák volt.
2021-ben 525 lakosából 517 szlovák, 2 magyar, (+1) ruszin, 5 (+4) egyéb és 1 ismeretlen nemzetiségű volt.

## Nevezetességei
- Eredetileg gótikus stílusban épült, római katolikus temploma 15. századi eredetű, később reneszánsz stílusban építették át.
- Fa haranglába 1619-ben készült.
- Görögkatolikus temploma 1998-ban létesült.
- A falutól 1 km-re katonai gyakorlótér található.

## Neves személyek
- Itt született 1804-ben Szemere Pál honvédőrnagy, a bánáti hadtest 10. zászlóaljának parancsnoka, a szabadságharc hőse, aki az écskai csatában esett el.
- Itt született 1856. április 21-én Szemere Miklós író, politikus, országgyűlési képviselő.
- Itt született 1872. augusztus 3-án Dienes Adorján plébános, missziós pap, író, népdalszerző.
- Itt született Dienes András (1904. november 30. – 1962. augusztus 30.) író, irodalomtudós, Petőfi-kutató.
- Itt szolgált Péter Mihály (1867-1932) református lelkész, püspök, egyháztörténész.